# Szabolcs Szőllősi
Szabolcs Szőllősi (31 juli 1986) is een Hongaars schaatser. In 2013 werd hij voor de zesde keer Hongaars kampioen allround.

## Persoonlijke records
| Afstand    | Tijd    | Datum            | Baan           |
| ---------- | ------- | ---------------- | -------------- |
| 500 meter  | 36,85   | 11 december 2009 | Salt Lake City |
| 1000 meter | 1.12,55 | 13 december 2009 | Salt Lake City |
| 1500 meter | 1.54,81 | 16 november 2007 | Calgary        |
| 3000 meter | 4.11,65 | 28 december 2007 | Berlijn        |
| 5000 meter | 6.57,55 | 17 november 2007 | Calgary        |

Szőllősi's records op de 3000 en 5000 meter zijn tevens nationale records.

## Resultaten
| Jaar | EK Allround | Wereldbeker                          | WK Junioren           |
| ---- | ----------- | ------------------------------------ | --------------------- |
| 2005 |             |                                      | 40e                   |
| 2006 |             | 0p 500m 0p 1000m 0p 1500m 0p 5/10 km | 40e 13e achtervolging |
| 2007 |             | 0p 500m 0p 1000m 0p 1500m 0p 5/10 km |                       |
| 2008 | 29e         | 0p 500m 0p 1000m 0p 1500m 0p 5/10 km |                       |
| 2009 | 27e         | 0p 1000m 0p 1500m 0p 5/10 km         |                       |

0p = wel deelgenomen, maar geen punten behaald